# クイズでボーイハント
『クイズでボーイハント』は、1980年10月4日から1981年3月21日まで東京12チャンネル（現・テレビ東京）で放送された、恋愛バラエティ番組を兼ねたクイズ番組である。放送時間は毎週土曜 19時00分 - 19時30分 (JST) 。挿入歌  原めぐみのボーイハント

## 概要
林家しん平と平野文が司会を務めた番組で、毎回一般からの男性10人と女性3人が参加していた。番組はまず女性陣がクイズに答えて独房に入れられた男性陣を奪いあい、そして優勝者に選ばれた男性が海外旅行を賭けてのクイズに挑戦するという形式で進行した。

## 出演者

### 司会
- 林家しん平
- 松原愛

### アシスタント
- 原めぐみ
- 林未来

### 出題者
- 野沢那智

## ルール
出場者は、一般女性解答者が3人、そしてその女性に選ばれる一般男性が10人。男性は、セット上部の独房（鉄格子はゴム製）に1人ずつ入っていた。
女性陣は早押しクイズに答え、正解すると独房にいる男性陣の中から好きな男性の番号を指定。言われた男性はセット下部にある陣地へ移動。独房にいる男性が全ていなくなったら、女性陣は引き続き早押しクイズに挑戦。このクイズで正解した女性は、他の女性たちに選ばれた男性陣の中から好きな男性を1人奪えた。タイムアップになったら終了。最終的に選んだ男性の数が多かった女性が優勝となった。なお、優勝者には選んだ男性の数×1万円の賞金が贈られた。
優勝者に選ばれた男性陣は、1人ずつ彼女にプロポーズをした。優勝者はこの中から気に入った男性を1人選び、その男性とカップルが成立。そして選ばれた男性は、海外旅行を賭けた「チャレンジクイズ」に挑戦できた。この「チャレンジクイズ」で出される1問1答形式のクイズに見事正解すると、頭上から大量の紙吹雪と風船が舞い、成立したカップルに海外旅行が進呈された。逆に答えられないと頭上から「たわけ者」と書かれた垂れ幕が降り、司会者や観客から「たわけ者ォ!!」と罵られた挙句に、罰として衝立の穴から顔を出し、優勝者にパイをぶつけられる破目になった。